# Sibongile Khumalo
Pour les articles homonymes, voir Khumalo.
Sibongile Khumalo, née le 24 septembre 1957 à Soweto et morte le 28 janvier 2021, est une chanteuse sud-africaine. Mezzo-soprano classique à l'origine, elle s'est intéressée à plusieurs genres musicaux, comme l'opéra, le jazz et la musique traditionnelle africaine. 

## Biographie

### Enfance et formation
Sibongile Khumalo naît Sibongile Mngoma, le 24 septembre 1957, à Soweto, en Afrique du Sud. Son père, Khabi Mngoma,  musicien classique et professeur de musique à l'université du Zululand (en), l'encourage à s'investir dans le domaine musical dès son enfance,. Sa mère et une artiste de la musique vocale. Soliste alto elle est un modèle et source d'inspiration pour sa fille.
Sibongile Mngoma commence l'apprentissage du violon à l'âge de huit ans. Elle étudie ensuite la musique à l'université du Witwatersrand et à l'université de Zululand, où, après ses études, elle enseigne et effectue des recherches,,.

### Carrière artistique
Sibongile Khumalo dirige ensuite un centre d'enseignement artistique de Soweto, le Funda Art Centre. Elle participe notamment à un spectacle musical de Matsemela Manaka, Gorée, consacré au parcours spirituel d'une jeune femme noire interprétée par Nomsa Manaka et présenté en Afrique du Sud et aux Etats-Unis. Le personnage joué par Nomsa Manaka rencontre une femme plus âgée, Oba (Sibongile Khumalo), qui l'aide à prendre  conscience de son héritage africain,.
En 1990, l'Afrique du Sud amorce une évolution vers une démocratie multi-raciale lorsque Nelson Mandela, un dirigeant du Congrès national africain, est libéré de prison. La majeure partie des lois d'apartheid sont abolies entre 1989 et juin 1991.  
Sibongile Khumalo se fait connaître en 1993, en recevant le prix de la meilleure jeune artiste au Grahamstown Festival (en) et chante, l'année suivante, lors des célébrations nationales de l'élection de Nelson Mandela à la présidence de la république sud-africaine,,. En 1996, accompagnée par l'orchestre symphonique national d'Afrique du Sud, elle chante, en direct sur la chaǐne publique SABC 2, une cantate en langue vernaculaire : UShaka. L'œuvre d'art lyrique, composée par l'universitaire Mzilikazi Khumalo (en) (compositeur de musique classique sud-africain, sans lien de parenté avec Sibongile Khumalo) est enregistrée au cours de l'année 1997.
Ele se produit en Europe avec d'autres artistes, donnant notamment un récital de chants du Kwazulu Natal à Nantes et à la Cité de la musique à Paris, en 1997. Elle dirige l'interprétation des hymnes nationaux sud-africain et néo-zélandais lors de la finale de la Coupe du monde de rugby en 1995,.
Sibongile Khumalo apparaît dans plusieurs comédies musicales. Elle interprète également le rôle principal dans l'opéra Princess Magogo kaDinuzulu de Mzilikazi Khumalo. Cette œuvre en langue zoulou, produite pour la première fois en 2002, est consacrée à Magogo kaDinuzulu, princesse et artiste zoulou morte en novembre 1984 et que la cantatrice sud-africaine a rencontrée dans sa jeunesse,,.
Dans le domaine du classique, elle se consacre tout d'abord aux compositions musicales de Franz Schubert et de Johannes Brahms. Elle travaille avec des musiciens classiques comme Yehudi Menuhin, ou encore l'orchestre philharmonique de Londres. Ses plus grands succès sont dans l'opéra Carmen de Georges Bizet et l'oratorio Messiah de Georg Friedrich Händel avec Yehudi Menuhin. C'est surtout à travers les œuvres de Mzilikazi Khumalo qu'elle s'efforce d'aider la nouvelle musique classique d'inspiration africaine à devenir plus populaire.
Son interprétation de la musique traditionnelle zoulou sud-africaine est souvent comparée à celle de Miriam Makeba, et son chant en jazz est quelquefois comparé à ceux d'Ella Fitzgerald et de Betty Carter. Elle participe en 2019 au premier Eastern Cape Jazz Festival.
Sibongile Khumalo se produit occasionnellement aux côtés de musiciens de jazz et de musique du monde, tels que Miriam Makeba, Abdullah Ibrahim, Bheki Mseleku, Jack DeJohnette et Hugh Masekela.
La « first lady of song » (« Première dame de la chanson »), comme l'a surnommée Nelson Mandela, meurt à 63 ans, le 28 janvier 2021, une quinzaine d'années après son époux, l'acteur et réalisateur Siphiwe Khumalo, avec qui elle a eu deux enfants,.

## Discographie
La discographie de Sibongile Khumalo reflète l'éclectisme musical de la mezzo-soprano sud-africaine. Au cours de sa carrière artistique, celle-ci a enregistré des œuvres appartenant non seulement aux répertoires classique et jazz, mais aussi aux musiques traditionnelles propres aux cultures zoulou, sotho et tsonga,. Elle a remporté quatre South African Music Awards et trois Vita Awards.

### Œuvres majeures
- 1996 : Ancient Evenings (premier enregistrement discographique, composé de chants du KwaZulu-Natal)[4],[1]
- 1998 : Live at the Market Theatre[4]
- 2000 : Immortal Secrets[13]
- 2002 : Quest[13]
- 2006 : Sibongile Khumalo (répertoire classique occidental du XIXe siècle, choralisme africain, chansons de la princesse Magogo)[4]
- 2016 : Breath of life[4],[14]

## Distinctions
En 2008, elle reçoit l'insigne en argent de l'Ordre de l'Ikhamanga,.
Chacune des universités Rhodes, du Zululand et d'Afrique du Sud lui a décerné un doctorat honorifique.